# Batalha de Al-Bab
A Batalha de Al-Bab foi um confronto militar na cidade de Al-Bab na província de Alepo, que incluiu uma ofensiva liderada pelo Exército Livre da Síria, apoiado pelas Forças Armadas da Turquia, outra ofensiva liderada pelo Exército Árabe Sírio, e, por fim, outra ofensiva lançada pelas Forças Democráticas Sírias, todas com o objectivo de expulsar o Estado Islâmico da região e, por fim, conquistar a cidade de Al-Bab. Importa referir que a Rússia e os Estados Unidos lançaram ataques aéreos contra o Estado Islâmico.
O resultado desta operação militar foi uma vitória decisiva do Exército Livre Sírio que conseguiu libertar Al-Bab, bem como as cidades de Bizaah e Qabasin e outras diversas vilas e aldeias do Estado Islâmico, após meses de intensos confrontos. O Exército Árabe Sírio também obteve um importante avanço, libertando a cidade de Tadef bem como outras diversas vilas e aldeias a sul de Al-Bab, e, assim, impedindo, o Exército Livre Sírio e as Forças Armadas da Turquia de avançar pela Síria. As Forças Democráticas Sírias conquistaram diversos territórios a oeste da cidade de Al-Bab, encontrando-se com as linhas do Exército Árabe Sírio.